# Февральск (городское поселение)
Рабо́чий посёлок (пгт) Февра́льск — городское поселение в Селемджинском районе Амурской области.
Административный центр — пгт Февральск.

## История
28 июня 2005 года в соответствии с Законом Амурской области № 25-ОЗ образовано муниципальное образование «Рабочий посёлок (пгт) Февральск» и наделено статусом городского поселения.

## Население
| 1989  | 2002  | 2009  | 2010  | 2011  | 2012  | 2013  |
| ----- | ----- | ----- | ----- | ----- | ----- | ----- |
| 8816  | ↘4690 | ↗4863 | ↗5128 | ↗5137 | ↘5104 | ↘5029 |
| 2014  | 2015  | 2016  | 2017  | 2018  | 2019  | 2020  |
| ↘4945 | ↘4840 | ↗4846 | ↘4782 | ↘4731 | ↗4944 | ↘4560 |
| 2021  | 2023  |       |       |       |       |       |
| ↘3678 | ↘3495 |       |       |       |       |       |

## Состав городского поселения
| № | Населённый пункт | Тип населённого пункта      | Население |
| - | ---------------- | --------------------------- | --------- |
| 1 | Февральск        | пгт, административный центр | ↘3495     |
| 2 | Февральское      | село                        | ↘254      |